# Allan Chapman (Wissenschaftshistoriker)
Allan Chapman (* 30. Mai 1946 in Swinton, Lancashire) ist ein britischer Wissenschaftshistoriker mit dem Schwerpunkt Astronomie.

## Leben
Allan Chapman besuchte die Cromwell Road Secondary Modern School for Boys in Pendlebury. Danach arbeitete er als Bibliotheksangestellter und besuchte die Abendschule. 1969 begann er an der Lancaster University Geschichte zu studieren, erhielt noch gegen Ende desselben Jahres ein Stipendium (Queen’s Scholarship) und schloss sein grundständiges Studium 1972 dort ab. Danach begann er sein postgraduales Studium der Wissenschaftsgeschichte am Wadham College der University of Oxford und erhielt dort 1978 seinen Doctor of Philosophy.
Seit 1972 ist Chapman als Lehrer und Forscher an der University of Oxford tätig. 1994 wurde ihm die Ehre zu Teil die Wilkins Lecture der Royal Society zu halten über Edmond Halley (Edmond Halley as a historian of science) zu halten und 2003/2004 war er Visiting Gresham Professor in Wissenschaftsgeschichte am Gresham College. Daneben ist er auch in einigen TV- und Radio-Produktionen zu sehen und zu hören, wie in der dreiteiligen Dokumentation Gods in the Sky (Channel 4).
Chapman ist Fellow der Royal Astronomical Society und erhielt von dieser 2015 die Jackson-Gwilt-Medaille verliehen. 2004 erhielt er die Ehrendoktorwürde der University of Central Lancashire verliehen. Chapman ist Gründer und Ehrenpräsident der Society for the History of Astronomy, der Salford Astronomical Society, der Reading Astronomical Society, der Mexborough & Swinton Astronomical Society, der Orwell Astronomical Society (Ipswich) und Vizepräsident der Newbury Astronomical Society.

## Werke (Auswahl)
- Astronomical Instruments and Their Users. Tycho Brahe to William Lassell. Ashgate Publishing Company, Farnham 1996, ISBN 0-86078-584-X (englisch).
- The Victorian Amateur Astronomer. Independent Astronomical Research in Britain, 1820–1920. John Wiley/Praxis Publishing, New York/Chichester 1998, ISBN 0-471-96257-0 (englisch).
- England’s Leonardo. Robert Hooke and the Seventeenth-Century Scientific Revolution. Institute of Physics, London 2004, ISBN 0-7503-0987-3 (englisch).
- Stargazers. Copernicus, Galileo, the Telescope and the Church. The Astronomical Renaissance 1500–1700. Lion Books, Oxford 2014, ISBN 978-0-7459-5627-5 (englisch).
- Mary Somerville and the World of Science. Springer, London 2015, ISBN 978-3-319-09398-7 (englisch, Reprint der Ausgabe 2004).
- Physicians, Plagues and Progress. The History of Western medicine from Antiquity to Antibiotics. Lion Books, Oxford 2016, ISBN 978-0-7459-6895-7 (englisch).